# Maraya
Maraya is een bestuurslaag in het regentschap Lebak van de provincie Banten, Indonesië. Maraya telt 3798 inwoners (volkstelling 2010).